# Minzlimonade

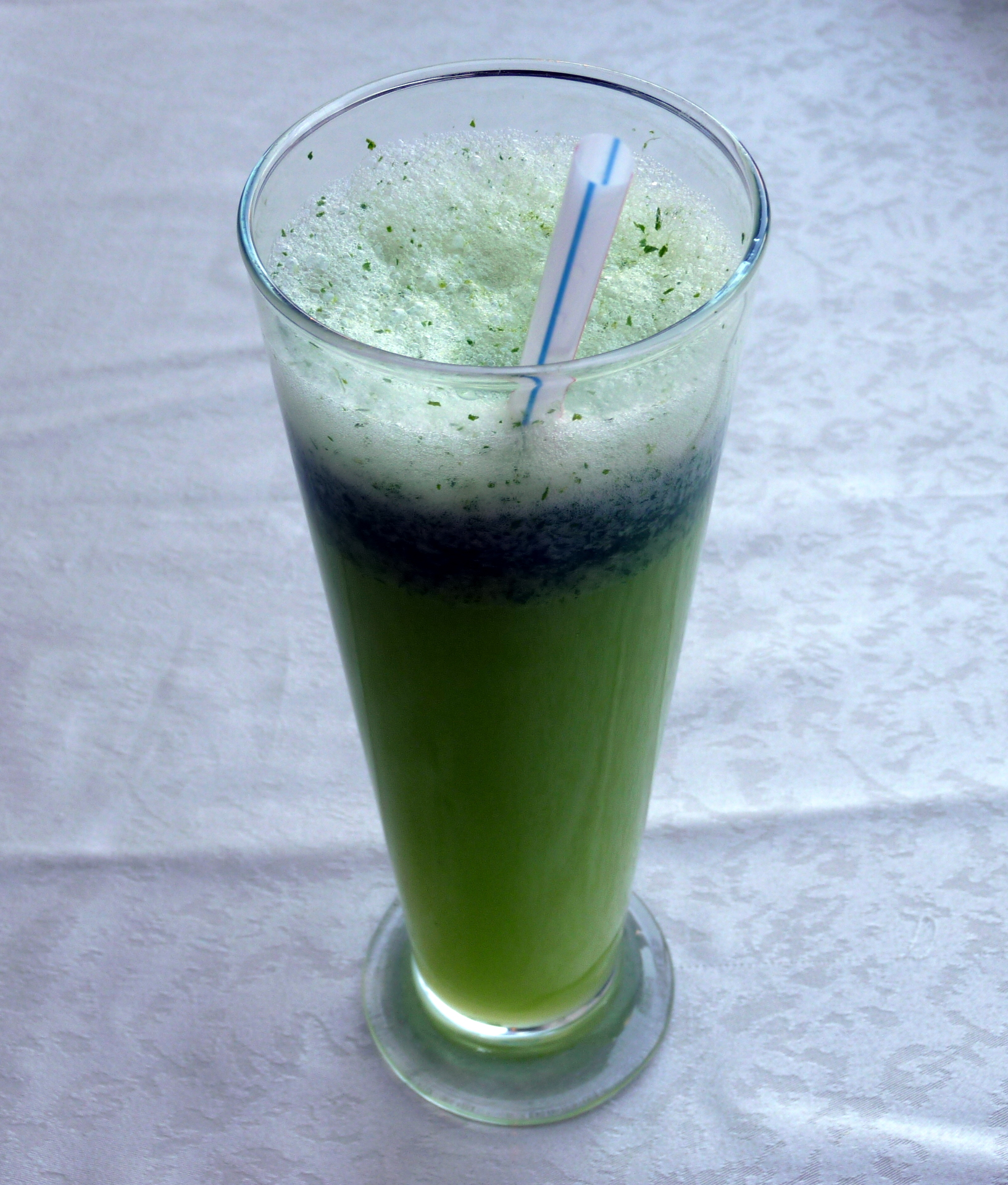
Minzlimonade in Syrien

Minzlimonade ist ein alkoholfreies Getränk mit intensivem Minzgeschmack. Bei der Zubereitung werden Minzeblätter zusammen mit Zitronen- oder Limettensaft, (Soda-)Wasser bzw. Ginger Ale, Zucker und Eis in einem Mixer püriert. Im amerikanischen Umfeld wird das Getränk auch als Virgin Mojito (dt. „jungfräulicher Mojito“) bezeichnet.
Als Limonana ist es in Israel verbreitet. Der Name setzt sich dort aus den hebräischen Wörtern für Zitrone und (Nana-)Minze zusammen.